# Винтере (Бихор)
Винтере (рум. Vintere) насеље је у Румунији у округу Бихор у општини Холод. Oпштина се налази на надморској висини од 159 m.

## Становништво
Према подацима из 2002. године у насељу је живело 896 становника, од којих су сви румунске националности.